# Rhododendron bungonishiki
Rhododendron bungonishiki är en ljungväxtart som beskrevs av Shunzô Komatsu. Rhododendron bungonishiki ingår i släktet rododendron, och familjen ljungväxter. Inga underarter finns listade i Catalogue of Life.